# 박남철 (1985년)
박남철(朴男哲, 1985년 7월 2일~)은 조선민주주의인민공화국의 축구 선수로 포지션은 미드필더이며 국제 A매치 통산 74경기 14골을 기록하며 박광룡과 함께 조선민주주의인민공화국 A대표팀 내 득점 랭킹 공동 2위에 올라 있다.

## 구단 경력
2004년 4.25체육단에서 데뷔한 박남철은 2012년까지 8년동안 팀의 주축 미드필더로 활동하며 조선민주주의인민공화국 1부 리그 3연속 우승, 만경대체육대회 2회 우승, 2011년 포천보체육대회 우승, 공화국선수권대회 2회 우승 등에 공헌했고 이후 2012년 태국 1부 리그의 명문 구단 중 하나인 무앙통 유나이티드로 이적한 후 2014년까지 17경기에 출전하여 태국 1부 리그 2013 시즌 준우승, 2013년 코르 로열컵 준우승 등에 일조했으며 2014년 태국 2부 리그의 시사껫 FC로 임대 이적했으나 단 4경기 출장에 그쳤다.

## 국가대표팀 경력
2004년 조선민주주의인민공화국 A대표팀 첫 발탁 이후 8년간 대표팀 일원으로 활동하며 2010년 FIFA 월드컵 본선에 출전했고 2012년 AFC 챌린지컵에서는 5경기 3골로 대회 최우수선수에 선정되면서 팀의 2연속 AFC 챌린지컵 제패 및 2015년 AFC 아시안컵 본선행을 이끌었다.